# Делопроизводство
Делопроизво́дство — деятельность, обеспечивающая документирование, документооборот, оперативное хранение и использование документов.
Понятие «делопроизводство» охватывает деятельность, связанную с созданием документов и работой с ними в различных учреждениях. С течением времени делопроизводство активно развивается как важнейшая составная часть деятельности аппарата управления любой организации или органа государственной власти и местного самоуправления, так как в документах фиксируются все основные и текущие вопросы их деятельности.
Федеральное архивное агентство координирует всю систему делопроизводства и обеспечивает методическое сопровождение её участников: основы делопроизводства и документооборота находятся в ведении этого ведомства. Разработкой непосредственно форм документов занимается Федеральное агентство по техническому регулированию и метрологии (известное как Госстандарт).

## Нормативно-правовая база делопроизводства в России
Нормативная правовая база делопроизводства и документационного обеспечения управления включает: Конституцию Российской Федерации, федеральные конституционные законы, кодифицированные правовые акты, федеральные законы, а также подзаконные акты—указы Президента Российской Федерации, постановления Правительства Российской Федерации, нормативные правовые акты федеральных органов исполнительной власти, которые развивают и конкретизируют нормы соответствующих законов, определяют механизмы их исполнения и применения.
На практике особое внимание необходимо обратить на:
- Федеральный закон № 125-ФЗ от 22.10.2004 ;
- ГОСТ Р 7.0.97-2016 ;
- ГОСТ 6.10.5-87 ;
- Приказ Минкультуры № 526 от 31.03.2015 ;
- Приказ Минкультуры № 558 от 25.08.2010 (утратил силу);
- Постановление Госкомстата России № 1 от 05.01.2004  и др.

## Зарубежный опыт делопроизводства
Значимый вклад в развитие системы делопроизводства внесли Соединённые Штаты Америки. В их компетенции — научно-исследовательская работа в области документоведения и архивного дела.

## Служба делопроизводства
Для ведения делопроизводства в современных организациях может создаваться служба делопроизводства — структурное подразделение, на которое возложены функции по ведению делопроизводства, а также лица, ответственные за ведение делопроизводства в других подразделениях организации.
В различных организациях, учреждениях, органах государственной власти и местного самоуправления служба делопроизводства может называться по-разному: управление делами; общий отдел; канцелярия; секретариат и т. п.
Целью деятельности службы делопроизводства, является организация, ведение и совершенствование системы делопроизводства на основе единой политики и внутренних локальных актов организации с применением современных информационных технологий в работе с документами, а также методическое руководство и контроль за соблюдением установленного порядка работы с документами в структурных подразделениях.

## Организация делопроизводства
Делопроизводство подразделяется на три стадии:
- Создание документов (документирование);
- Организация движения и учёта документов (документооборот);
- Хранение документов (архивное дело).

Состав организационно-распорядительных документов в России определяется в соответствии с Общероссийским классификатором управленческой документации (ОКУД). Общие рекомендации по документированию управленческой деятельности и организации работы с документами в России установлены национальным стандартом РФ ГОСТ Р 7.0.97-2016 «Система стандартов по информации, библиотечному и издательскому делу. Организационно-распорядительная документация. Требования к оформлению документов».

## Документооборот
Документооборо́т — деятельность по организации движения документов на предприятии с момента их создания или получения до завершения исполнения: отправки из организации и (или) направления в архив.
Документооборот — это движение документов с момента их получения или создания до завершения исполнения, отправки или сдачи в дело. Различают три основных потока документации:
1. документы, поступающие из других организаций (входящие);
2. документы, отправляемые в другие организации (исходящие);
3. документы, создаваемые в организации и используемые работниками организации в управленческом процессе (внутренние).

Документы, поступающие в организацию, проходят:
1. первичную обработку;
2. предварительное рассмотрение;
3. регистрацию;
4. рассмотрение руководством;
5. передачу на исполнение

### Секретный документооборот
Все секретные документы проходят через специальные подразделения предприятий или ведомств. Учёт и документооборот ведется по специальным правилам, в России регламентируется законом «О государственной тайне».
Автоматизация секретного документооборота и делопроизводства в режимно-секретных подразделениях осуществляется с помощью программы автоматизированной системы секретного делопроизводства (АС СДП).

### Электронный документооборот
В отдельных организациях введена система электронной обработки документов и обмена документами между подразделениями (внутренними получателями).
Для организации электронного документооборота на сервере организации создается база данных, где хранятся все созданные документы. Доступ к базе данных осуществляется через браузер (как правило, поддержку браузера определяет разработчик созданного интерфейса). Возможен доступ как по локальной сети (внутренней), так и через интернет (внешний).
Документы сохраняются или загружаются в определённые выделенные папки организации. Папки распределены в соответствии с иерархической структурой подразделения организации.
Создавать, модифицировать, удалять созданные документы имеет право лицо, наделённое соответствующими правами.